# Casaloca
Casaloca – miejscowość w Hiszpanii, w Katalonii, w prowincji Girona, w comarce Alt Empordà, w gminie Mollet de Peralada.
Według danych INE z 2005 roku miejscowość zamieszkiwały 4 osoby.